# 일본 운수성
운수성(일본어: 運輸省)은 1945년 5월 19일부터 2001년 1월 5일까지 존재한 일본의 중앙행정기관이다. 2001년 1월 6일의 중앙 성청 개편때 건설성, 국토청, 홋카이도 개발청과 함께 국토교통성에 통합되었다.
육상·해상·항공 등의 교통 행정과 해상보안, 기상 등에 관한 행정을 담당하였다. 국유철도도 관리하였으나, 1949년 6월 1일에 일본국유철도로 관리 운영 사무를 이관하였다.

## 같이 보기
- 일본국유철도
- 일본 기상청